# Djurfelt
Djurfelt var en svensk adlig ätt.

## Historia
Äldsta stamfader Stig Arvidsson vars härkomst är var okänd, hade nyligen tagit avsked från sin tjänst som regementskvartermästare vid Västmanlands regemente när han adlades 20 maj 1648 till namnet Djurfelt med nummer 426. I sköldebrevet framkommer det att han hade varit i krigstjänst sedan sin barndom.

## Vapen beskrivning
Skölden är fastställd som en vit sköld med en svart bjälke. I skölden står en hjort huvud med dess hals av naturlig färg. Ur hjälmen åtkommer ett uppstigande hjort halva, mellan två fanor fördelade med vitt och svart. Namnet djur i släktnamnet är en ålderdomlig samlings ord för hjortdjur (vildren, hjort, älg och rådjur).

## Blasonering
| ”                                                   | Een hwijt sköldh, twärtt öfuerdraghen medh een Swartt Biälcke, i bemälte skiöldh ett Hiorttehuffwudh medh deβ halβ och naturligh färgh, Offuan oppå skölden een öppen tornerehiälm, Crantzen och hiälmtächnet medh hwitt och swartt fördeelt; ofwan opå hiälmen een half oprättstående hiort emillan twenne Phanor medh hwitt och swart fördeelte, Aldeles som siälfwe Wapnet här mitt opå medh sine egentlighe färgor repræsenterar och afmåhlat står. | „ |
| – Transkription: Karin Borgkvist Ljung, 2017-07-04. | |   |